# 林勇蔵 (陸軍軍人)
林 勇蔵（はやし ゆうぞう、1898年（明治31年）7月25日 - 1970年（昭和45年）12月7日）は、大日本帝国陸軍軍人。最終階級は陸軍少将。功四級。

## 経歴
鹿児島県姶良郡、のちの国分市（現霧島市）で生まれた。。1920年（大正9年）5月、陸軍士官学校第32期卒業。1929年（昭和4年）陸軍大学校第41期卒業。
1939年（昭和14年）8月、浜松陸軍飛行学校教官、1940年（昭和15年）3月、飛行第98戦隊長を経て、同年8月、陸軍航空兵大佐に進む。ついで1941年（昭和16年）8月、浜松陸軍飛行学校附白城子陸軍飛行学校教官兼浜松陸軍飛行学校教官、1944年（昭和19年）6月、三方原教導飛行団司令部附を経て、1945年（昭和20年）3月、陸軍少将に進み、同年6月、独立混成第126旅団長に補され、天草諸島で本土決戦に備える中で終戦を迎えた。
1947年（昭和22年）11月28日、公職追放仮指定を受けた。